# Kiungamwina Island
Kiungamwina Island är en ö i Kenya.   Den ligger i länet Lamu, i den sydöstra delen av landet, 500 km öster om huvudstaden Nairobi. Arean är 1,4 kvadratkilometer.
Terrängen på Kiungamwina Island är mycket platt. Öns högsta punkt är 22 meter över havet. Den sträcker sig 2,3 kilometer i nord-sydlig riktning, och 2,3 kilometer i öst-västlig riktning.